# Henriette-Davidis-Museum

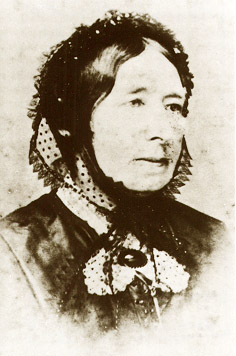
Henriette Davidis, ca. 1860

Het Henriette-Davidis-Museum in Wengern

Het Henriette-Davidis-Museum in Wetter-Wengern werd in 1994 geopend en presenteert het leven en werk van de Duitse kookboekschrijfster Henriette Davidis.
Sinds 2004 is het museum in het Mühlchen gevestigd, een klein vakwerkhuisje dat dateert uit 1801 (de geboortedatum van Davidis). Naast een collectie van 700 boeken van Davidis wordt in zes kamers met verschillende thema's het biedermeierse leven gerepresenteerd. Naast een oude keuken, oude huishoudelijke apparaten, een oude kinderkeuken, kinderspeelgoed en tuingereedschap worden ook bijzondere voorwerpen uit die tijd tentoongesteld.